# ディーン・オールマーク
ディーン・オールマーク（英語: Dean Allmark、1983年8月25日 - ）は、イギリスの男性プロレスラー。スタッフォードシャー州ストーク＝オン＝トレント出身。

## 来歴
1999年に地元であるストーク＝オン＝トレントを拠点とする団体、グレート・ブリティッシュ・ハードコア（Great British Hardcore、略称 : GBH）が主宰するGBHトレーニングスクールに入門。クリス・カーティス、キース・マイアットらを師事しながらトレーニングを積んでいき、2000年1月21日のクリス・カーティス戦でプロレスデビューを飾る。
2001年よりオールスター・レスリングに移籍。同団体ではキッド・クールとのタッグでブリティッシュ・オープンタッグ王座を獲得するなど団体のエース格として活躍。2004年3月31日にはTNAが主催するアメリカスXカップにチーム・イギリスの一員として出場した。
2014年7月6日、WRESTLE-1の両国国技館大会に参戦。吉岡世起と対戦したがスワントーンボムに敗れブリティッシュ・ライトヘビー級王座から陥落。8月19日に自身が保持するASWスーパースラム王座と吉岡が保持するブリティッシュライト王座を賭けたダブルタイトルマッチで再戦。これに勝利を収めて二冠王に返り咲いた。
2016年9月25日、ダイアモンド・スターズ・レスリング旗揚げ戦のダブルメインイベントに登場。田中稔と対戦し激戦の末勝利を収めた。

## 得意技
ディーノサルト
現在のフィニッシャー。スプリングボード式ムーンサルトプレス。
ダブル・アンダーフック・パイルドライバー
フロッグ・スプラッシュ
スパニッシュ・フライ

## タイトル歴
オールスター・レスリング
- ASWスーパースラム王座 : 1回
- ブリティッシュ・ヘビー級王座 : 1回[1]
- ブリティッシュ・ライトヘビー級王座 : 2回
- ブリティッシュ・ミッドヘビー級王座 : 3回[1]
- ブリティッシュ・オープンタッグ王座 : 1回

パートナーはキッド・クール。
グレート・ブリティッシュ・ハードコア
- GBH無差別級王座 : 1回[1]
- GBHタッグ王座 : 2回

パートナーはティム・ワイリー→ロビー・ダイナマイト。